# Michael Bruce Curry
Michael Bruce Curry (Chicago, Illinois, Estados Unidos, 13 de marzo de 1953) fue obispo presidente de la Iglesia episcopal en los Estados Unidos. Elegido en 2015, es el primer afroamericano para servir en esa capacidad. Anteriormente fue obispo de la Diócesis de Carolina del Norte. Su mandato finalizó el 1 de noviembre de 2024 y fue sucedido por Sean Rowe.

## Honores

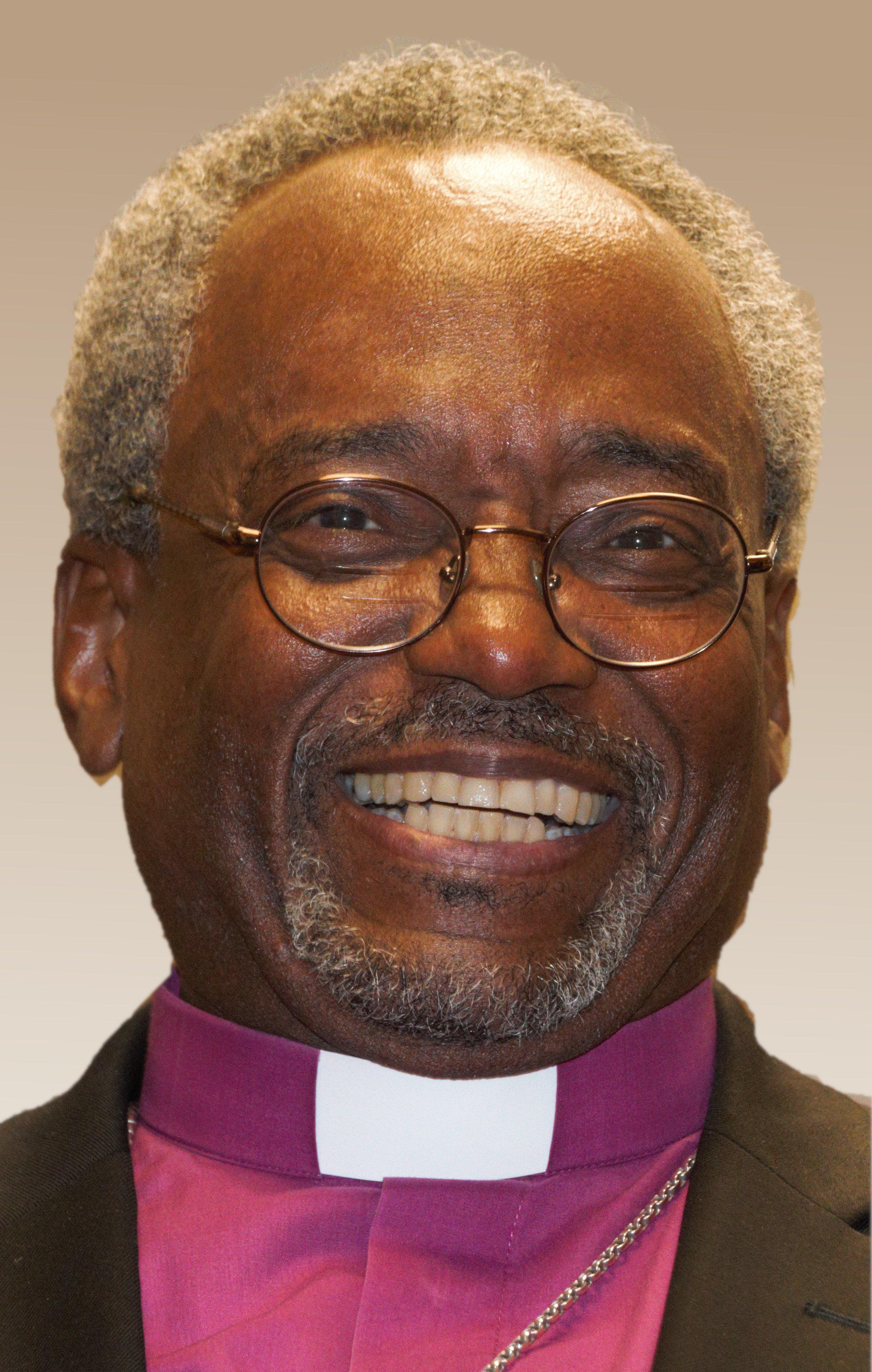
Curry, en 2018

Curry ha recibido grados honorarios por:
- School of Theology-Sewanee,
- Seminario Teológico de Virginia,
- Escuela de Divinidad de Berkeley de Yale,
- Escuela Episcopal de Divinidad,[6]
- Seminario del Sudoeste,[7]
- Escuela de la Iglesia de Divinidad del Pacífico.[8]

- 25 de julio de 2015: nombrado hermano de servicio de la Orden de San Juan por Isabel II del Reino Unido.[9]